# X5 Group
X5 Group (tidligere X5 Retail Group) er en russisk dagligvarekoncern. Virksomheden havde i 2020 en omsætning på 27,3 mia. US $ og en markedsandel på 11,5 %, hvilket gjorde den til den største dagligvarevirksomhed i Rusland. Der var 340.00 ansatte (2020).
Virksomheden driver forskellige dagligvarebutikskæder under Pyaterochka-mærket kendes convenience, under Perekrestok-mærket drives supermarkeder, imens Karusel-mærket byder på hypermarkeder. Perekrestok.ru er et online supermarked, desuden drives dagligvarelevering.
In March 2021, after trials at 52 supermarkets, the group (in partnership with Visa and Sber) launched ‘pay with a glance’ biometrics at self-service checkout terminals in its supermarkets and convenience stores. The facial recognition payment system is expected to be expanded to 3,000 X5-owned stores by the end of 2021.
I 1995 åbnede det første Perekrestok-supermarked i Moskva. I 1999 blev Pyaterochka dagligvarekæden etableret og den første butik åbnede i Sankt Petersborg. I 2005 gennemførste Pyaterochka en børsnotering på London Stock Exchange.
X5 blev etableret i maj 2006 efter en fusion mellem Pyaterochka og Perekrestok. In 2008, X5 acquired the Karusel hypermarket chain.
I 2018 ejede CTF Holdings S.A. (en del af Alfa Group) 47,86 % af X5 Group og Intertrust Trustees Ltd (Axon Trust) ejede 11,43 %.